# New Year, New You
New Year, New You es el cuarto episodio de la primera temporada de la serie de televisión web de antología de terror estadounidense Into the Dark que se emitió en los Estados Unidos el 28 de diciembre de 2018 en Hulu. El episodio fue dirigido por Sophia Takal a partir de un guion que escribió junto con Adam Gaines y que está protagonizado por Suki Waterhouse, Carly Chaikin, Kirby Howell-Baptiste y Melissa Bergland.

## Trama
Alexis, una niñera, mira un video con una niña que ella está cuidando con Danielle, una «creadora de contenido» que está recibiendo su propio programa de televisión. Más tarde, Alexis regresa a su casa y comienza a prepararla para las invitadas. Mientras espera, Alexis mira la cuenta de Instagram de Danielle y lo «perfecta» que parece ser su vida. Kayla y Chloe conducen su auto de camino a la casa de Alexis para una fiesta de Año Nuevo. El auto se descompone cuando casi llegan. Las tres están en la cocina hablando de sus días en la escuela secundaria, pueden ver que han sido amigas por un tiempo. Hablan de cómo invitaron a Danielle, pero no pensaron que vendría. Se revela que todos son amigas de Danielle desde antes de que fuera famosa. Poco después llega Danielle. Hay una tensión notable entre Danielle y Alexis. Las cuatro amigas pasan su noche con Danielle grabando repetidamente sus travesuras para su Instagram que parece molestar a sus amigas. Kayla revela que está saliendo con alguien, una mujer llamada Frankie, para sorpresa de Danielle. Las otras tres amigas se han mantenido en contacto, pero es obvio que Danielle no los ha seguido. Más tarde, durante un juego de «Yo nunca», las cuatro juegan mutuamente, al principio juguetonamente. Después de que Danielle da a entender que durmió con una celebridad durante su turno, Alexis se cansa de hacerla sentir genial y se enfurece con ella. Durante el turno de Alexis, ella mira a Danielle y dice que nunca acosó una chica llamada Kelsey que se suicidó. Las chicas se callan. Se revela que Kelsey es la chica desde el principio que saltó por la ventana de Alexis, pero no antes de cortarle la cara a Alexis. Danielle intenta apartar la pregunta. Pero Alexis corre hacia ella con una botella de champán para obligarla a beber. Cuando Danielle no bebe, Alexis la arroja al suelo y comienza a tirarle champán en la cara mientras el reloj cuenta hasta la medianoche y el comienzo del nuevo año. Alexis se vuelve hacia las otras chicas y les dice que la aten como si todas estuvieran de acuerdo.
Danielle está atada a una silla con cuerdas de globo. Alexis revela su plan, para llevarla a la casa y registrar su admisión de culpabilidad en su papel en el suicidio de Kelsey. Quiere arruinar su carrera como gurú de autoayuda. Alexis comienza con la grabación, pero Danielle la pone en práctica ya que simplemente no hizo más para detener la intimidación, no que ella misma la intimidó como Alexis la acusa. Paran la cámara y Alexis comienza a ensuciar la propia línea de maquillaje de Danielle en la cara para que se sienta más "lista para la cámara" y corta un pedazo de su cabello con un trozo de vidrio roto. Kayla ya está harta y sale de la habitación con Alexis siguiéndola. Kayla se va y llama a su novia para decirle que la extraña. Frankie se ofrece a venir a buscarla, pero Kayla dice que la verá mañana. Mientras están hablando en la otra habitación, Danielle está tratando de poner a Chloe de su lado diciéndole que cuando Danielle tenga su propio programa de televisión puede elegir a Chloe como su reemplazo para su anuncio semanal en YouTube en otro canal de creadores.
Cuando Alexis y Kayla regresan, Chloe parece haberla desatado pero se detiene. Alexis comienza su interrogatorio de nuevo cuando Danielle, desatada por Chloe, salta y la arroja al suelo. Pelean brevemente antes de que Danielle golpee la cabeza de Alexis contra el suelo, dejándola inconsciente.
Llega al interior de la sauna en la casa de sus padres, donde ella y Kayla han sido encerradas con dos tacos de piscina pegados a la puerta. Danielle está hablando con Chloe sobre cómo esperarán unas horas para llamar a la policía, que para entonces las mujeres estarán muertas y parecerá un accidente. Danielle no quiere dejarlas vivir ya que cree que ellos revelarán su pasado de intimidación y arruinarán su carrera y todo por lo que ella ha trabajado. Chloe parece insegura pero Danielle continuamente la convence de que ella controla su propio destino y puede hacer lo que quiera. A medida que Alexis y Kayla se debilitan, descubren una botella de champán en la habitación que utilizan para romper la ventana y escapar de la sauna. Danielle y Chloe, oyendo la conmoción, agarran dos cuchillos para atraparlas. Alexis y Kayla intentan escapar por una puerta, pero el picaporte está roto. Intentan abrir el garaje pero Danielle y Chloe están esperando al otro lado. Kayla patea a Chloe en el estómago y suben corriendo a esconderse en un armario. Alexis intentó bajar a buscar una salida. Chloe sube a la habitación y Kayla intenta hablar con ella sobre cómo todas pueden irse y nadie tiene que saberlo. Chloe, que no está contenta con su vida, le dice a Kayla que no lo hará y cuando Kayla trata de agarrar su mano, accidentalmente la golpea y se golpea la cabeza contra el mostrador, matándola en el proceso. Mientras tanto, abajo, Alexis se ha escondido en la oficina con un peso en la mano cuando Danielle la encuentra, la golpea con el peso y la derriba. Mientras intenta correr, Danielle le lastima la pantorrilla, pero Alexis todavía puede huir.
Chloe viene a conocer a Danielle y está súper conmocionada después de haber matado accidentalmente a una de sus amigas más cercanas. Alexis en la cocina trata de envolver su pierna con una toalla mientras suena el timbre de la puerta. Es Frankie quien ha venido a buscar a Kayla después de que ella no contestara su teléfono. Danielle y Chloe revelan que matarán a Frankie y la culparán de los otros asesinatos como un acto de pasión y rabia. Después de dejarla entrar, Chloe mata a Frankie apuñalándola con un cuchillo. Alexis, corre arriba sin saber qué hacer. Agarra un palo de golf y se prepara para contraatacar. Cuando Danielle y Chloe suben a buscarla, aparece en la parte superior de las escaleras y golpea a Chloe en la cabeza tirándola por las escaleras y matándola. Danielle la apuñala de nuevo y Alexis se va a otra habitación. Danielle la encuentra a ella y las dos pelean. Alexis le dice a Danielle que debería haber sido ella para tener éxito y le robó la vida. Danielle golpea a Alexis contra la ventana de arriba, pero está reforzada para que no se rompa inmediatamente. Ella parece tener la ventaja, pero Alexis la domina y la arroja por la ventana a la piscina de abajo, donde se descubre que está muerta.
Alexis se limpia la sangre de la cara en el espejo. Tiempo después, un influencer que trabajaba con Danielle hablando en su canal de YouTube sobre cómo fue asesinada por Frankie en un ataque de rabia después de que Danielle sugirió que Kayla merecía algo mejor. La cámara muestra a Alexis de pie a su lado para rendir homenaje a su "buen amiga". Después de un momento de falso dolor, comienza su burbujeante introducción a la fabricación de spray de pimienta para todos los seguidores. Parece haber conseguido la vida que siempre quiso y que Danielle le había robado.

## Reparto
- Suki Waterhouse como Alexis
- Carly Chaikin como Danielle
- Kirby Howell-Baptiste como Kayla
- Melissa Bergland como Chloe
- Isabella Acres como Kelsey
- Michelle Haro como Frankie
- Bianca Lopez como Jesse
- Mia Clyburn como Carly

## Producción

### Desarrollo
El 27 de noviembre de 2018, se informó que un episodio de la serie centrado en la víspera de Año Nuevo y titulado «New Year, New You» se emitiría en enero de 2019. El 7 de diciembre de 2018, se informó que el episodio fue dirigida por Sophia Takal a partir de un guion escrito por Adam Gaines y se esperaba que se estrenara el 28 de diciembre de 2018.

### Casting
El 7 de diciembre de 2018, se confirmó que el episodio sería protagonizado por Suki Waterhouse, Carly Chaikin, Kirby Howell-Baptiste, y Melissa Bergland.

### Rodaje
La fotografía principal del episodio tuvo lugar a lo largo de quince días, entre julio y agosto de 2018.

## Lanzamiento

### Marketing
El 12 de diciembre de 2018, una serie de imágenes del episodio fueron lanzadas. El 17 de diciembre de 2018, se lanzó el tráiler oficial del episodio. El 24 de diciembre de 2018, se publicó un clip del episodio. El 28 de diciembre de 2018, se lanzaron dos clips detrás de escena que se discutía del episodio.

### Distribución
El episodio fue estrenado en Latinoamérica el 25 de enero de 2019 en Space.